# Adam et Ève (Cranach, Prague)
Pour les articles homonymes, voir Adam et Ève.
Adam et Ève est un tableau réalisé par le peintre allemand Lucas Cranach l'Ancien vers 1538. Exécutée à l'huile sur un panneau en bois de tilleul, cette peinture chrétienne illustre la Chute, un épisode-clé du Livre de la Genèse, dans l'Ancien Testament. Adossée au tronc de l'arbre de la Connaissance, à une branche duquel s'enroule le Serpent maléfique qui les a corrompus, Ève y figure portant le fruit défendu à la bouche d'Adam, tout aussi nu qu'elle. L'œuvre est conservée à la galerie nationale de Prague, à Prague, en Tchéquie.
Il s'agit de l'une des nombreuses représentations du péché originel par l'artiste, qui vers 1508-1510 créait déjà le diptyque Adam et Ève de Besançon, en France.

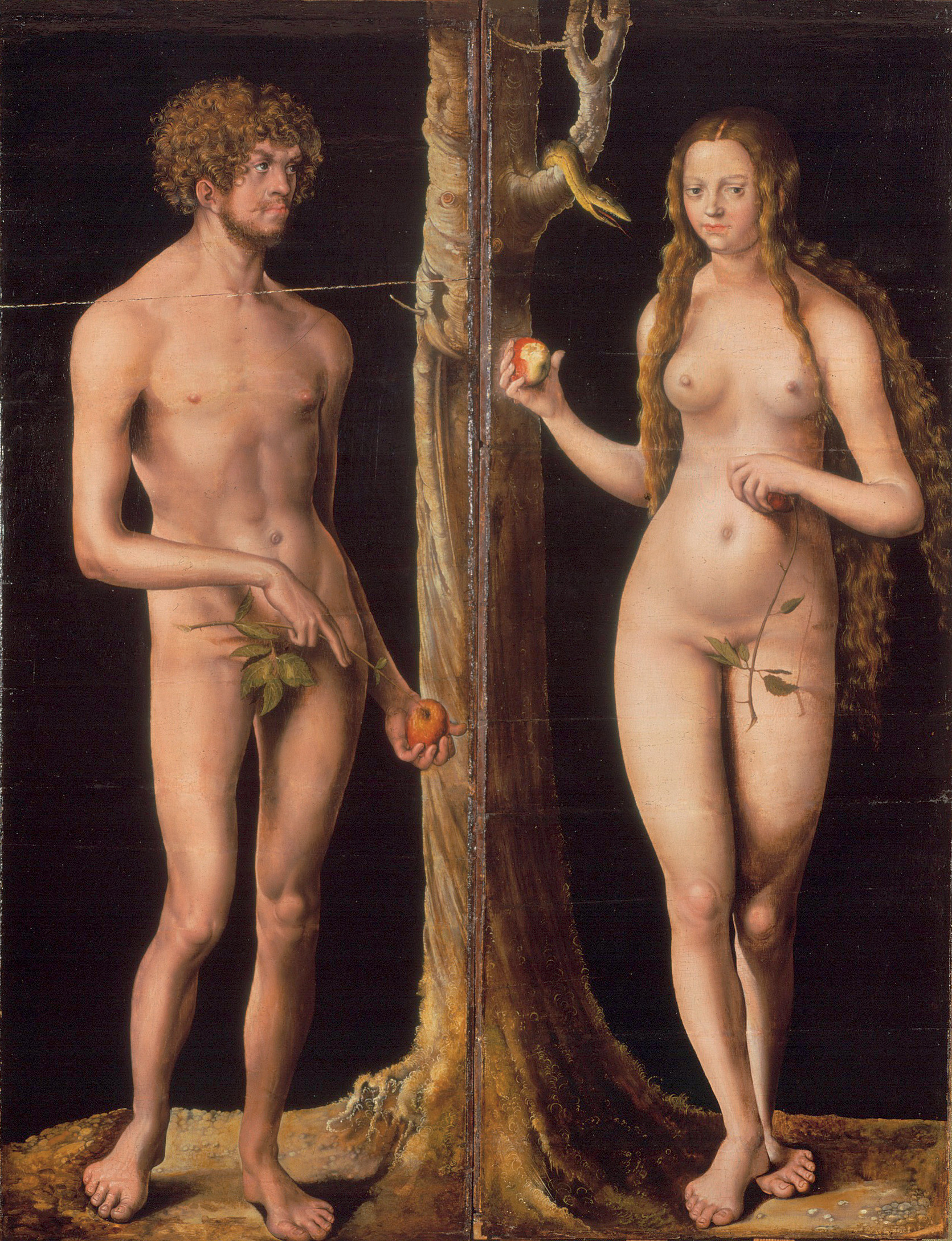
Adam et Ève, vers 1508-1510 – Musée des Beaux-Arts et d'Archéologie de Besançon, Besançon.
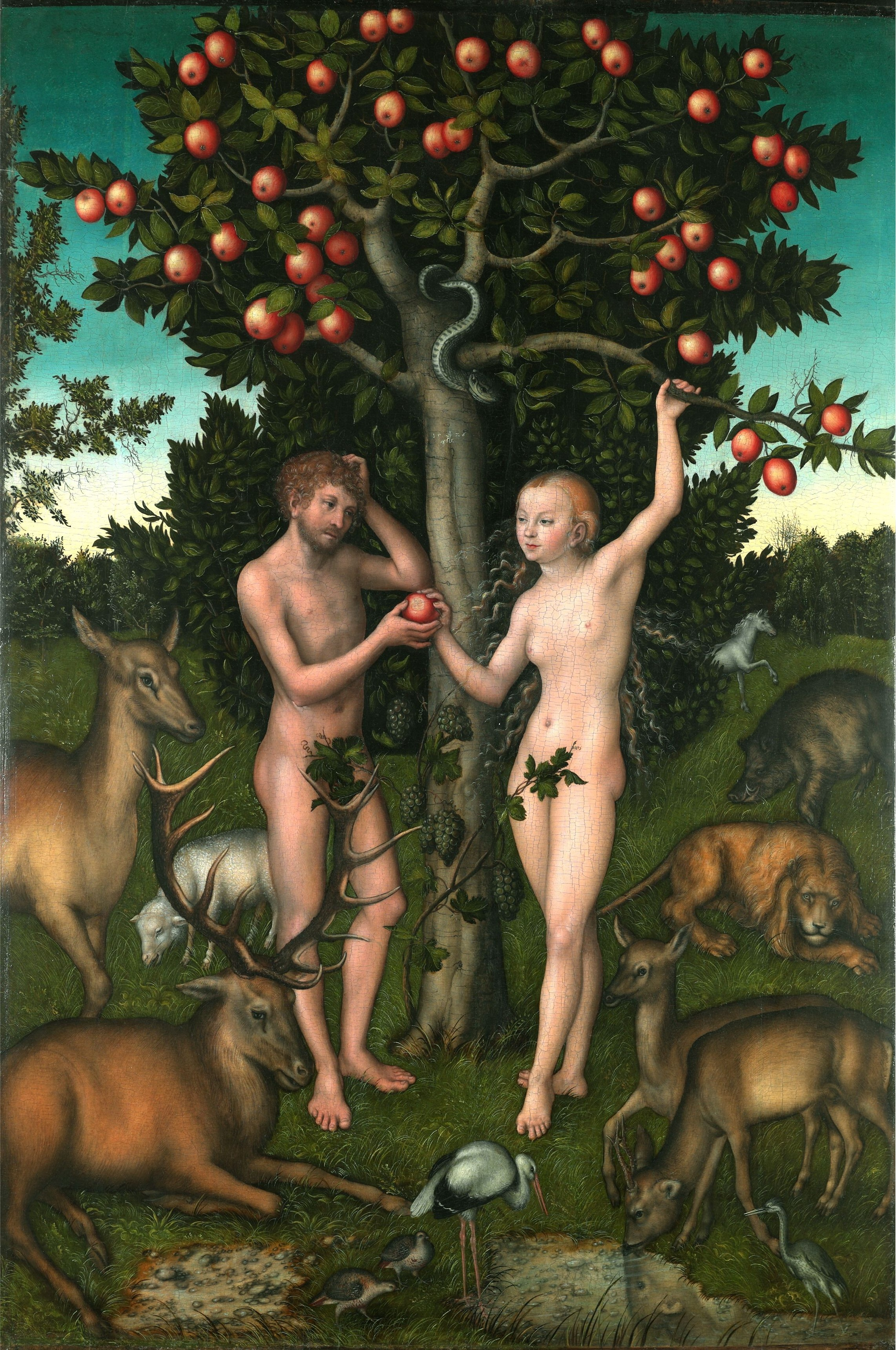
Adam et Ève, 1526 – Institut Courtauld, Londres.
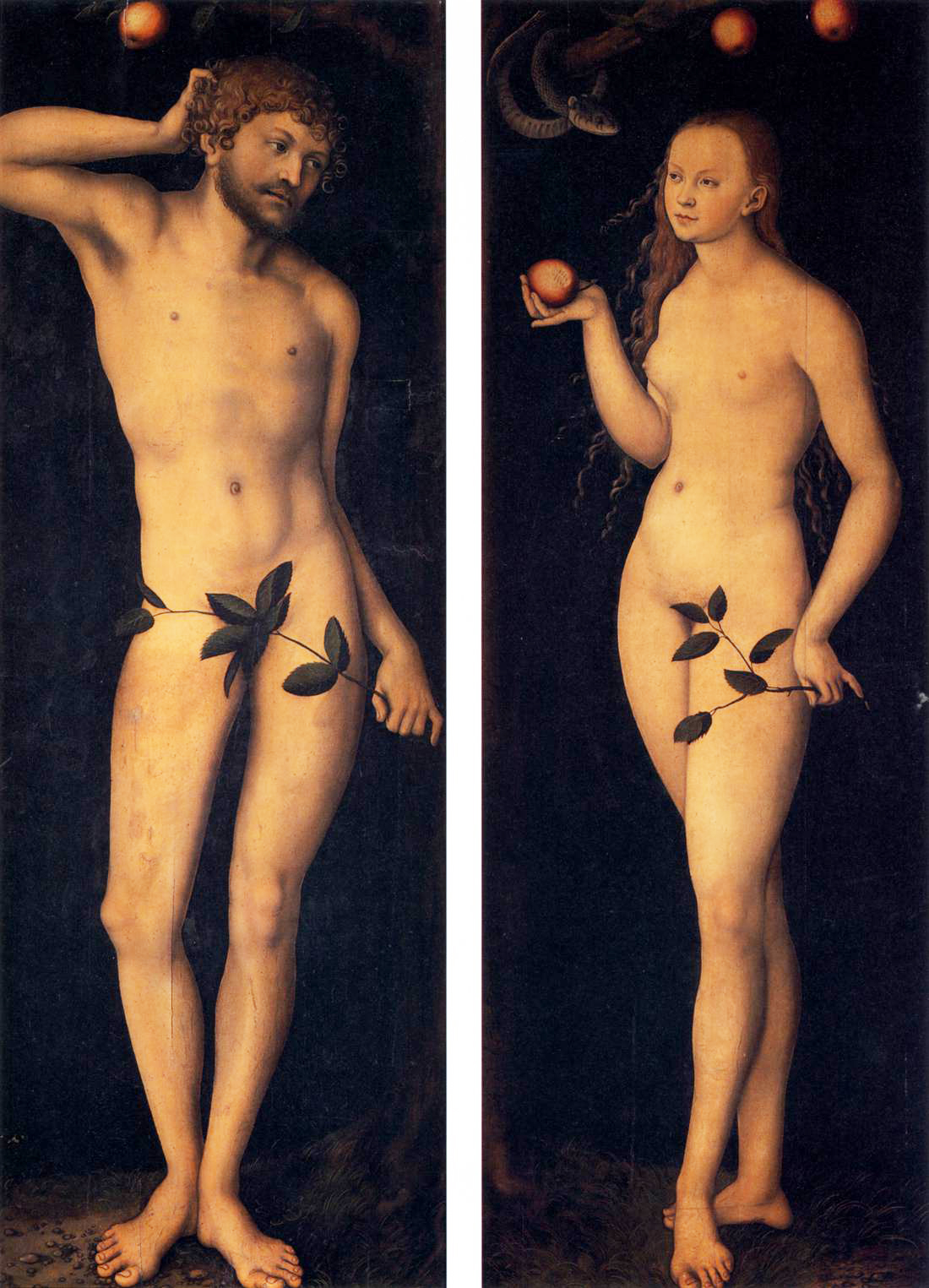
Adam et Ève, 1528 – Galerie des Offices, Florence.